# Гамзиградит
Гамзиградит је минерал из групе амфибола, варијетет хорнбленде. Нађен је у стени тимациту (по реци Тимоку) код Гамзиграда. Први га је описао немачки минеролог Аугуст Брајтхаупт (Johann Friedrich August Breithaupt) 1861, и дао му назив, објавивши рад под насловом: Timazit, eine neue Gesteinart, und Gamsigradit, ein neuer Amphibol у немачком часопису Berg- und hüttenmännische Zeitung.
То је минерал стакластог сјаја, баршунастоцрн и непрозиран . Хемијски га је испитао Р. Милер и нашао да је героалумо калцијумскомагнезијски силикат. Његова оптичка својства проучио је француски минеролог Лакруа. Каснија кристалографска и друга испитивања показала су да је стена тимацит, исто што и андезит, а да је минерал гамзиградит исто што и еденит, тј.  врста  хорнбленде, (K,Na)(Ca,Fe)2(Mg,Fe,Cr,Ti,Al)5(Si,Al)8O22(OH)2.
Гамзиградит  је  добио  име  по  Гамзиграду, градићу недалеко од Зајечара, чувеном по археолошком налазишту античке римске царске палате Felix Romuliana. У близини палате откривен је древни каменолом у коме је експлоатисан тимацит да би се у њему клесале бројне декорације у римској палати.